# Hermann Joseph de Steinfeld
|  | Per a altres significats, vegeu «Sant Germà». |

Hermann Joseph (Colònia, Alemanya, ca. 1150 - Abadia de Hoven, prop de Zulpich, 7 d'abril de 1241) fou un canonge premonstratenc i místic alemany. És venerat com a sant per l'Església catòlica.

## Biografia
La font més antiga sobre la seva vida és la biografia escrita per Razo Bonvisinus, prior de l'abadia de Steinfeld poc posterior al sant.
Nasqué a Colònia (Alemanya), fill d'una família empobrida. La seva mare era santa Hildegunda. Als set anys anà a escola i començà a manifestar la seva devoció envers la Mare de Déu: sovint anava a pregar a l'església de Santa Maria del Capitoli de Colònia. Als dotze anys entrà al monestir de Canonges Premonstratencs de Steinfeld i anà a estudiar als Països Baixos. En tornar-ne fou encarregat del refetor i la sagristia.
Sortia a fer apostolat i predicar, i, segons la vida, era molt hàbil i sovint era demanat per reparar i fer manteniment de rellotges. Tenia al seu càrrec la cura espiritual de les monges cistercenques de Hoven (prop de Zulpich). En aquest monestir morí i fou sebollit.

## Obres escrites
Escrigué obres de caràcter místic, totes en llatí (les tres últimes se li atribueixen generalment, encara que no se sap del cert si són seves):
- Commentarium in Cantica canticorum, perdut
- Duodecim gratiarum actiones
- Jubilus seu Hymnus de SS. undecim millibus Virginibus
- Oratio ad Dominum nostrum Jesum Christum, basat en el Càntic dels càntics,
- Alia oratio
- Precula de quinque Gaudiis B. Mariae V.

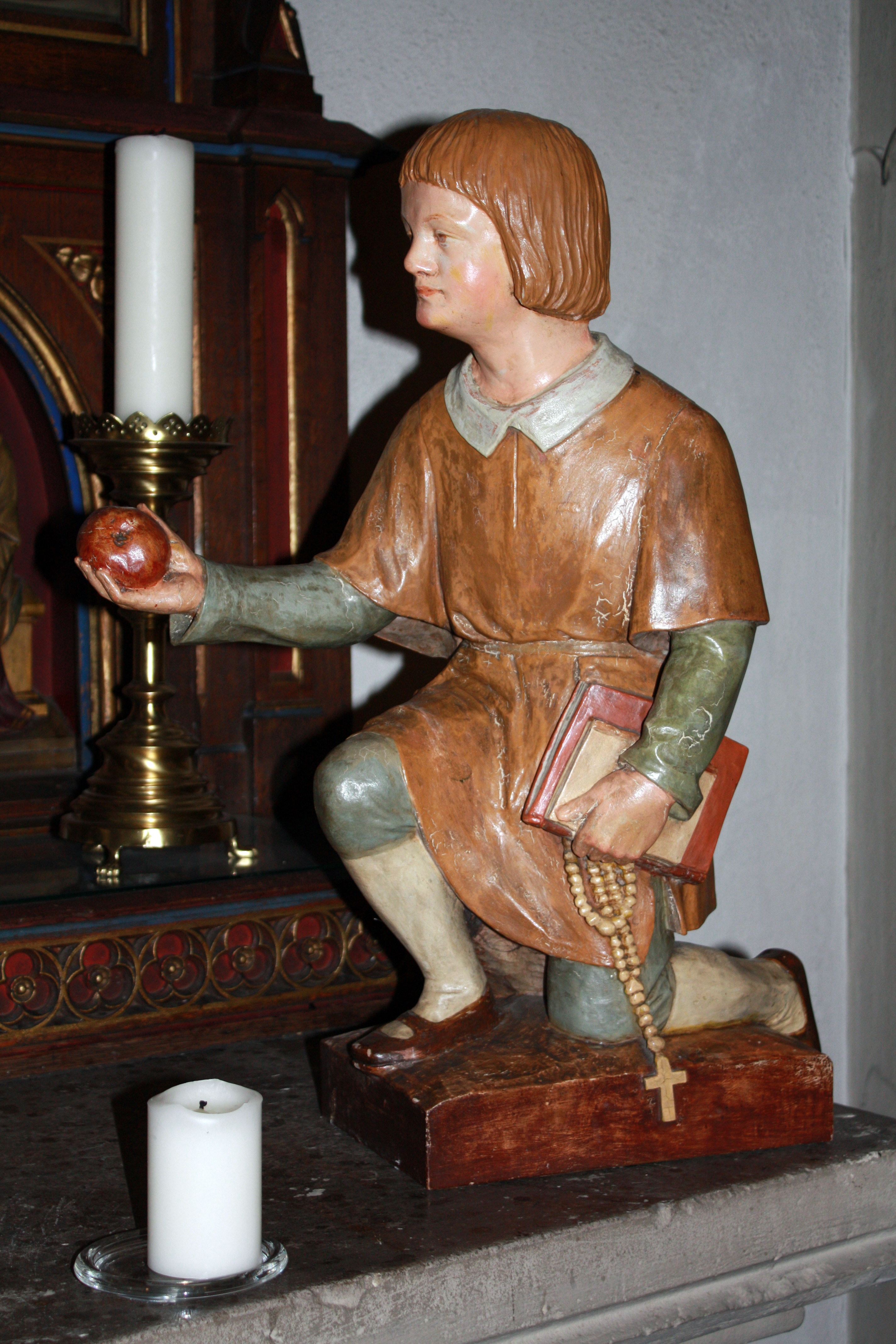
El jove Hermann oferint la poma a Maria (Hürth-Fischenich, S. Martin)
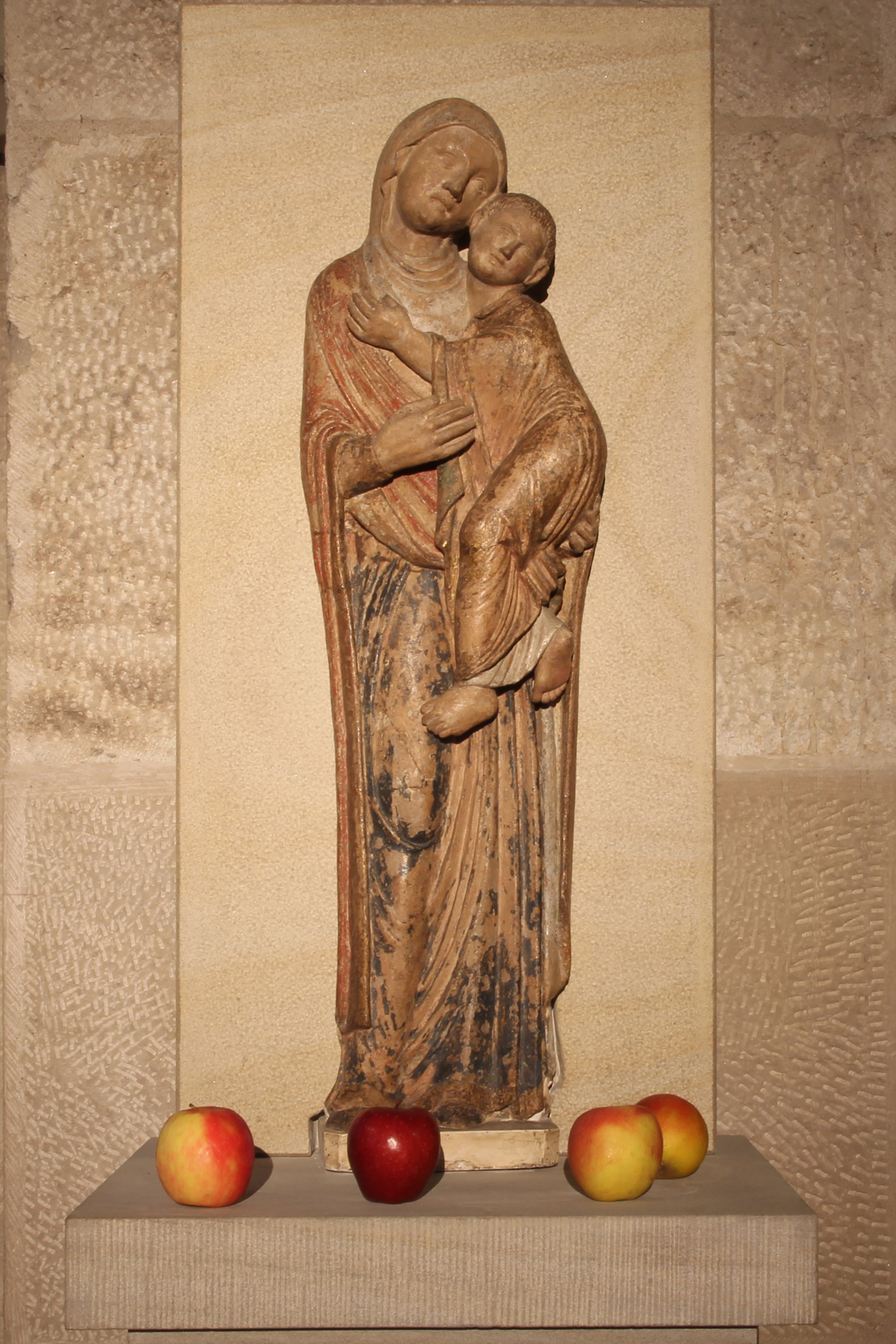
Mare de Déu del Capitoli de Colònia, amb pomes en record del sant
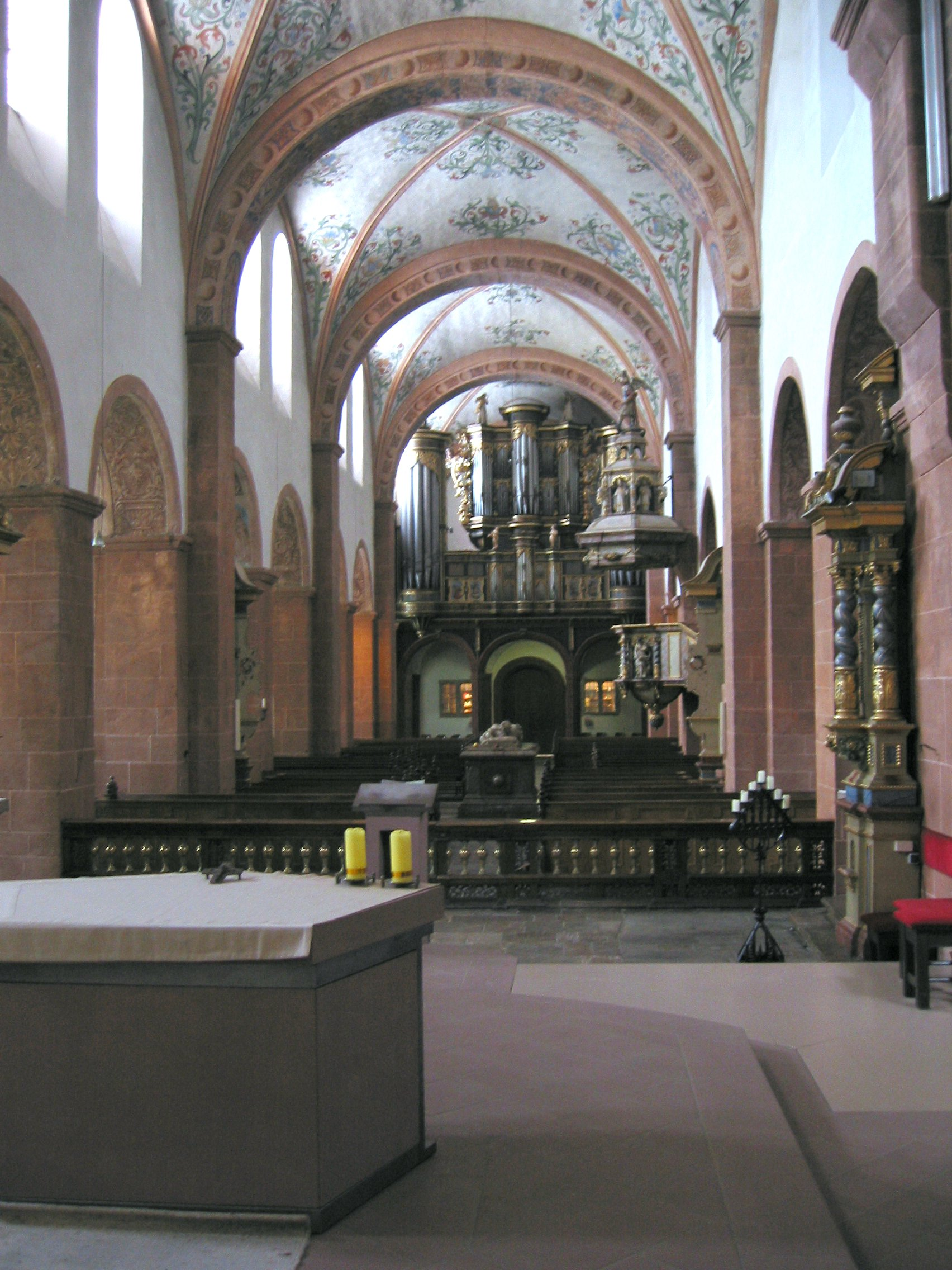
Nau de l'abadia de Steinfeld
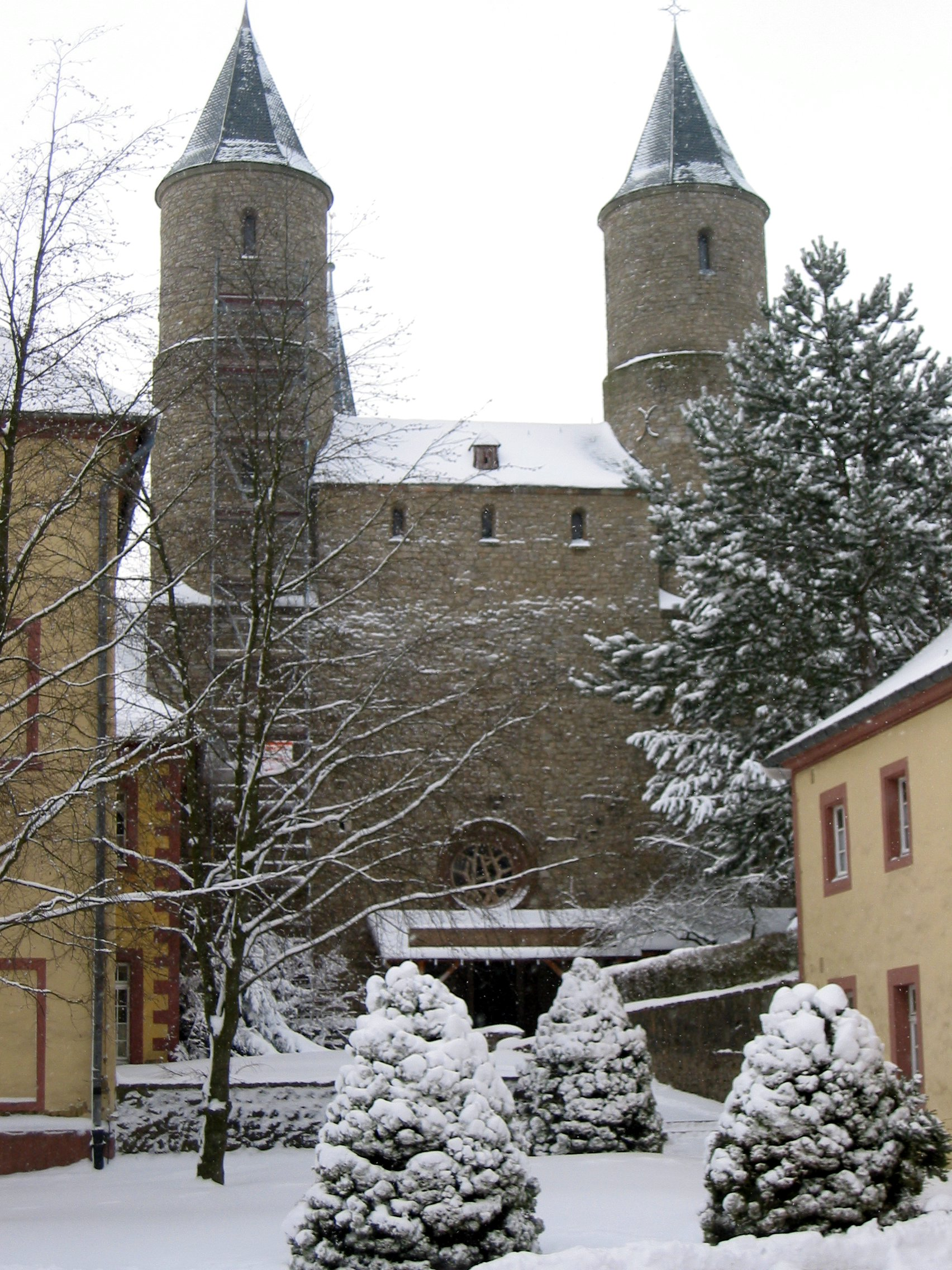
Basílica de Steinfeld

## Veneració
El cos del canonge fou portat més tard a Steinfeld, on és avui en una tomba de marbre amb escultures. N'hi ha relíquies a Colònia i Anvers. El procés de canonització començà en 1626 incoat per l'arquebisbe Ferran de Colònia i Ferran II del Sacre Imperi Romanogermànic, però fou interromput per la guerra. Es venerà com a beat al calendari premonstratenc, el 7 d'abril (el 24 de maig se celebrava la translació de les relíquies). Finalment, fou canonitzat en 1958 per Pius XII, quan aquest en confirmà el culte tradicional. Al calendari del bisbat de Colònia, però, se celebra el 21 de maig.

### Llegenda
Una tradició diu que de petit, quan pregava davant la Mare de Déu a Colònia, un dia es guardà una poma que li havien donat per esmorzar, i l'oferí a la imatge del Nen Jesús, que l'acceptà i la prengué. Un altre dia, que feia fred i Hermann anà a pregar sense sabates, la Mare de Déu li donà mitjans perquè se'n comprés.